# Chi Dâm bụt
Chi Dâm bụt (tên khác: Râm bụt hay Phù dung, danh pháp khoa học: Hibiscus) là một chi lớn chứa khoảng 200-220 loài thực vật có hoa trong họ Cẩm quỳ (Malvaceae), có nguồn gốc ở khu vực ôn đới ấm, cận nhiệt đới và nhiệt đới trên khắp thế giới. Chi này bao gồm các loại cây thân thảo một năm hay lâu năm cũng như các loại cây bụi thân gỗ và cây thân gỗ nhỏ. Lá mọc so le, loại lá đơn hình trứng hay hình mũi mác, thông thường với mép lá dạng răng cưa hay dạng thùy. Hoa lớn, dễ thấy, hình kèn, với 5 cánh hoa, có màu từ trắng tới hồng, đỏ, tía hay vàng và rộng từ 4–15 cm. Quả là loại quả nang năm thùy khô, chứa vài hạt trong mỗi thùy, được giải phóng khi quả nang tách ra khi chín.

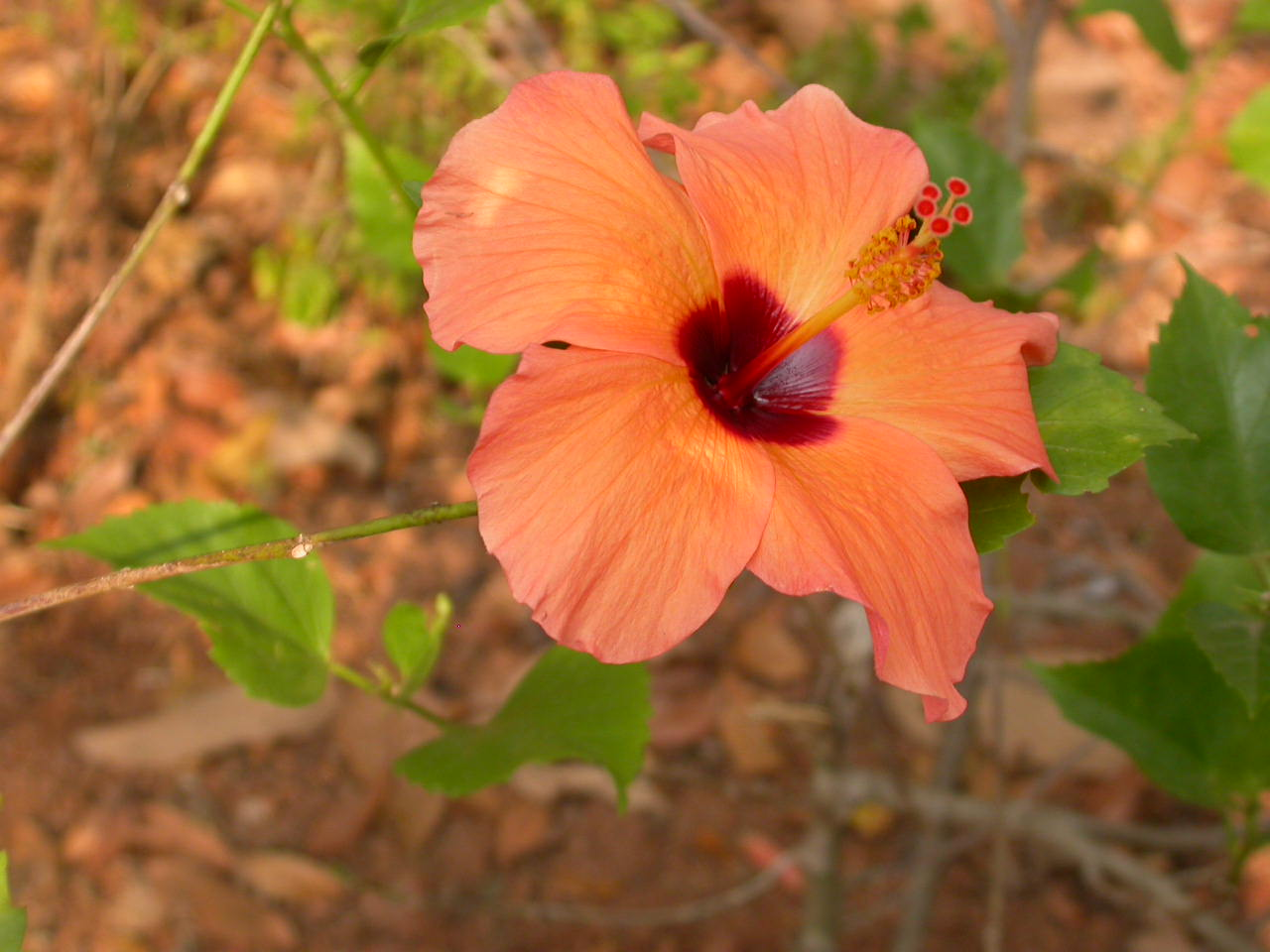
Hoa dâm bụt tại Việt Nam

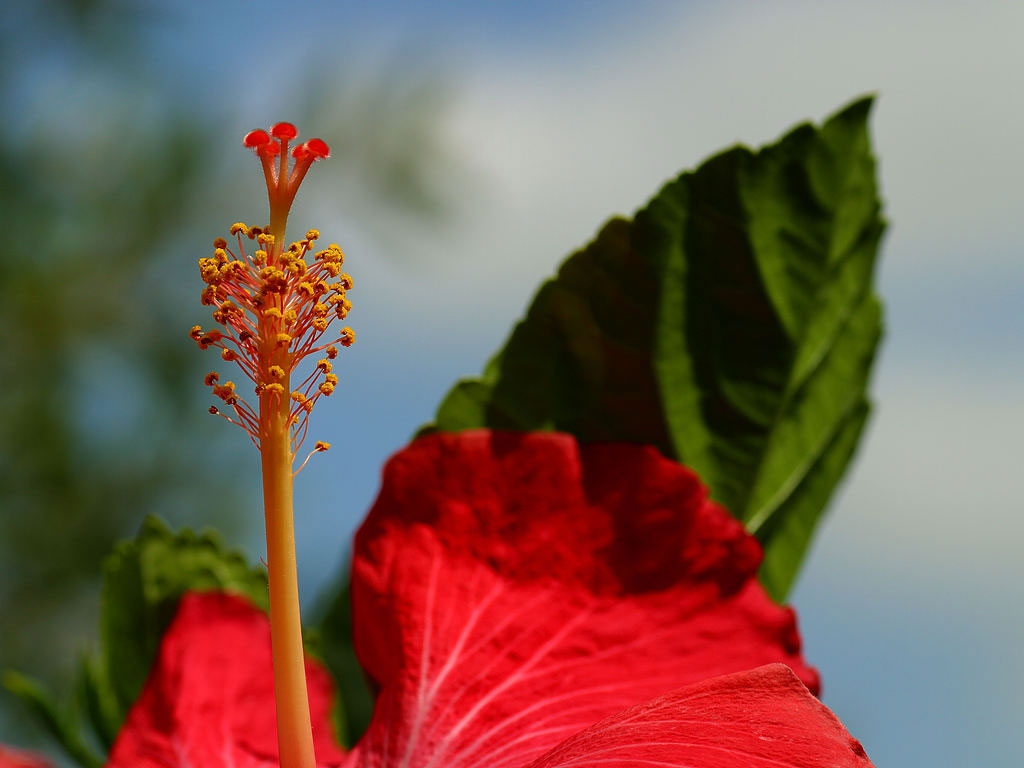
Hoa dâm bụt với nhụy và nhị hoa

Nhiều loài trong chi này được trồng do có hoa sặc sỡ cũng như làm hàng rào trong một số vườn hay công viên. Hibiscus syriacus là loài quốc hoa của Hàn Quốc, trong khi Hibiscus rosa-sinensis là loài quốc hoa của Malaysia còn Hibiscus brackenridgei là loài hoa của bang Hawai‘i. Trong khu vực ôn đới, loài được trồng làm cảnh nhiều nhất có lẽ là Hibiscus syriacus. Tại khu vực nhiệt đới và cận nhiệt đới, Hibiscus rosa-sinensis với nhiều giống lai có hoa sặc sỡ, là loại cây cảnh phổ biến.
Các loài trong chi Hibiscus bị ấu trùng của một số loài thuộc bộ Cánh vẩy (Lepidoptera) phá hoại như Hypercompe hambletoni, Discestra trifolii và Agrotis segetum.
Khoảng 200-220 loài đã được biết, bao gồm:
- Hibiscus acetosella - phù dung lá đỏ, phù dung châu Phi
- Hibiscus arnottianus - dâm bụt Hawaii (koki'o)
- Hibiscus bifurcatus
- Hibiscus brackenridgei - dâm bụt hoa vàng, dâm bụt Hawaii (ma'o hau hele)
- Hibiscus calyphyllus hay Hibiscus calycinus hoặc Hibiscus rockii - dâm bụt mắt chanh
- Hibiscus cameronii - dâm bụt hoa hồng
- Hibiscus cannabinus hay Abelmoschus verrucosus, Hibiscus verrucosus - đay cách, dâm bụt cần sa, đại ma cận
- Hibiscus cisplatinus
- Hibiscus clayi - dâm bụt Hawaii (hoa đỏ)
- Hibiscus coccineus hay Hibiscus semilobatus - dâm bụt Mỹ, Texas Star
- Hibiscus coulteri - dâm bụt sa mạc
- Hibiscus dasycalyx - dâm bụt lá hẹp
- Hibiscus diversifolius - dâm bụt đầm lầy
- Hibiscus elatus Ở bên trái, hoa bắt đầu nở từ nụ. Ở bên phải là chính bông hoa này đã nở tung sau khoảng thời gian chưa đến 18 giờ.
- Hibiscus fragilis -

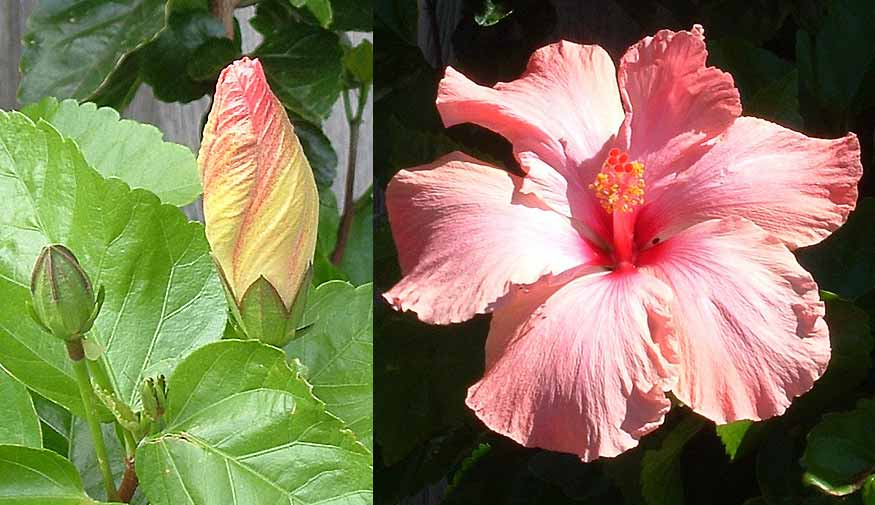
Ở bên trái, hoa bắt đầu nở từ nụ. Ở bên phải là chính bông hoa này đã nở tung sau khoảng thời gian chưa đến 18 giờ.

- Hibiscus furcellatus - dâm bụt Hawaii ('akiohala)
- Hibiscus fuscus
- Hibiscus grandiflorus
- Hibiscus hamabo - dâm bụt hoa vàng Nhật Bản
- Hibiscus hastatus
- Hibiscus heterophyllus - dâm bụt Úc
- Hibiscus indicus hay Alcea indica, Hibiscus javanicus, Hibiscus venustus - mỹ lệ phù dung
- Hibiscus kokio - dâm bụt Hawaii (koki'o 'ula), dâm bụt hoa đỏ
- Hibiscus laevis hay Hibiscus militaris - dâm bụt lá kích
- Hibiscus lasiocarpos - dâm bụt
- Hibiscus lavaterioides
- Hibiscus ludwigii
- Hibiscus macrophyllus hay Hibiscus setosus, Hibiscus vestitus - dâm bụt lá to, đại diệp mộc cận.
- Hibiscus militaris - đồng nghĩa của Hibiscus laevis
- Hibiscus moscheutos hay Hibiscus moscheutos palustris, Hibiscus palustris - phù dung quỳ, dâm bụt đầm lầy
- Hibiscus mutabilis hay Hibiscus sinensis, Ketmia mutabilis - phù dung thân gỗ, phù dung núi, hoa phù dung
  - Hibiscus mutabilis versicolor
- Hibiscus paramutabilis
- Hibiscus pedunculatus
- Hibiscus pernambucensis
- Hibiscus platanifolius
- Hibiscus radiatus
- Hibiscus rosa-sinensis - dâm bụt thân gỗ, mộc cận, đại hồng hoa, phù tang (phật tang).
  - Hibiscus rosa-sinensis L. 'Cooperi hay Hibiscus cooperi
  - Hibiscus rosa-sinensis L. 'Hawaiano'
- Hibiscus sabdariffa hay Abelmoschus cruentus, Hibiscus digitatus, Hibiscus gossypiifolius, Hibiscus sanguineus, Sabdariffa rubra - hoa lạc thần, lạc thần quỳ, mai côi gia, sơn gia, lạc tể quỳ.
  - Hibiscus sabdariffa altissimus hay Hibiscus sabdariffa altissima: dâm bụt sợi
  - Hibiscus sabdariffa sabdariffa
- Hibiscus schizopetalus hay Hibiscus rosa-sinensis schizopetalus - liệt biện chu cận, dâm bụt hoa đỏ cánh nhỏ
- Hibiscus scottii
- Hibiscus sinosyriacus
- Hibiscus splendens - dâm bụt Úc
- Hibiscus syriacus hay Althaea furtex, Ketmia syriaca, Ketmia arborea, Ketmia syrorum, Hibiscus acerifolius, Hibiscus chinensis, Hibiscus floridus, Hibiscus rhombifolius, Hibiscus syriacus chinensis - dâm bụt thân gỗ, mộc cận
- Hibiscus taiwanensis - phù dung núi, sơn phù dung, dâm bụt Đài Loan
- Hibiscus tiliaceus hay Hibiscus tortuosus, Hibiscus tiliaceus tortuosus - dâm bụt hoa vàng, hoàng cận, dâm bụt Hawaii (Hau)
  - Hibiscus tiliaceus hastatus hay Hibiscus hastatus
  - Hibiscus tiliaceus henryanus - dâm bụt Tahiti (bờ biển)
  - Hibiscus tiliaceus typicus - dâm bụt Tahiti (núi)
  - Hibiscus tiliaceus sterilis - dâm bụt Tahiti (vùng đất khô)
- Hibiscus trionum hay Hibiscus africanus, Hibiscus hispidus - cẩm quỳ Venice, hoa một giờ,
- Hibiscus yunnanensis - phù dung Vân Nam.
- Hibiscus waimeae - dâm bụt Hawaii (koki'o ke'oke'o)

## Trồng và sử dụng

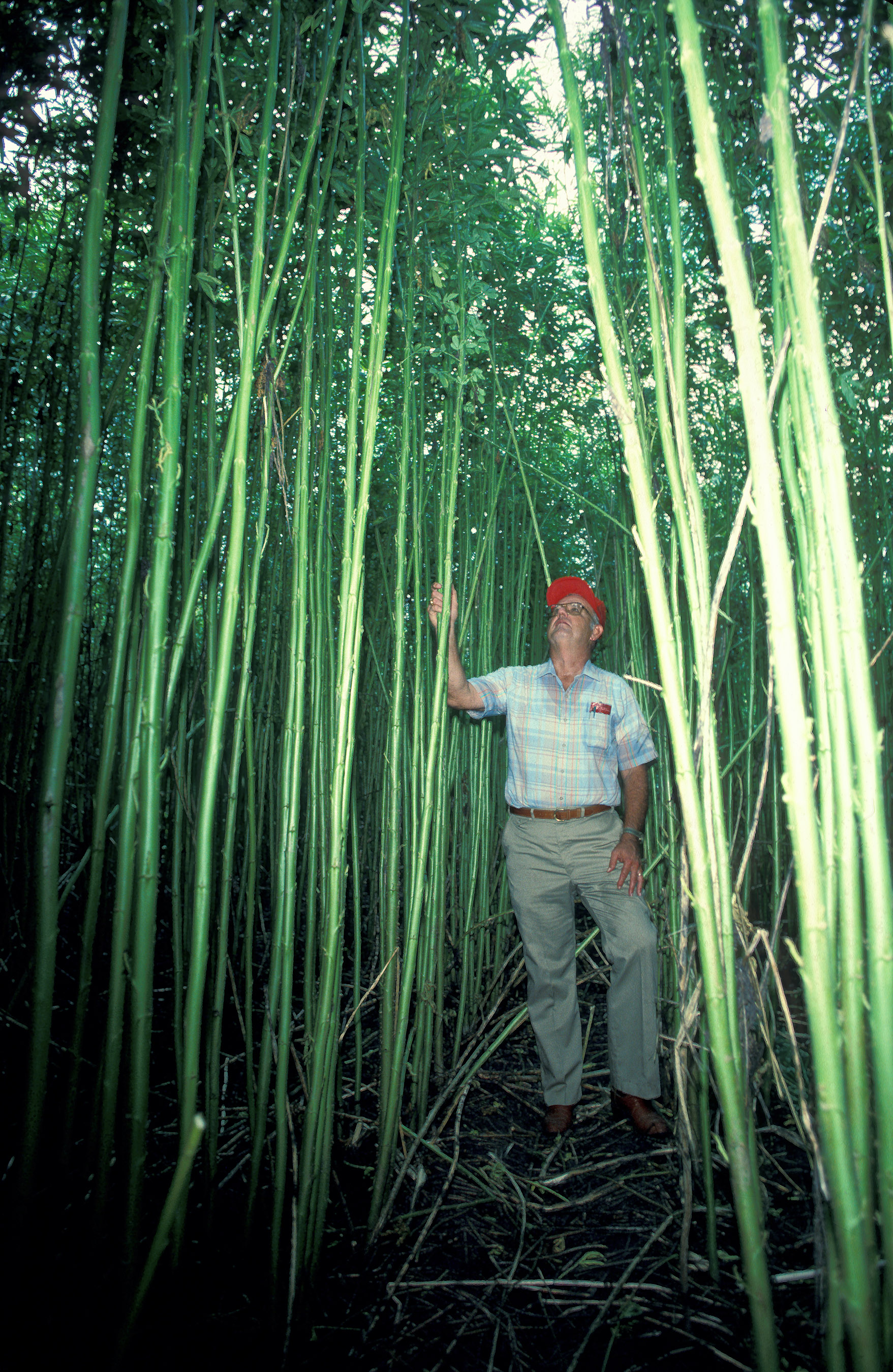
Hibiscus cannabinus có thể cao đến 4m

Một loài Hibiscus, gọi là dâm bụt cần sa (Hibiscus cannabinus), được sử dụng rộng rãi trong sản xuất giấy. Một loài khác, lạc thần (Hibiscus sabdariffa) được dùng làm rau ăn và trà thuốc cũng như mứt (đặc biệt chỉ ở khu vực Caribe). Tại Mexico, nước uống jamaica rất phổ biến và được làm ra từ các đài hoa của cây lạc thần. Tại Ai Cập và Sudan, các cánh hoa của lạc thần được dùng làm một loại trà được ưa thích là karkade, nó có thể uống nóng hay được làm lạnh bằng nước đá. 
Các chất chiết ra từ một số loài Hibiscus được cho là có lợi cho sức khỏe, bao gồm điều trị táo bón, chống nôn mửa và nhiễm trùng bàng quang cũng như điều trị huyết áp cao. Các nghiên cứu đưa ra các kết quả này vẫn đang gây tranh cãi. Một loài Hibiscus (không chỉ rõ tên khoa học) được dùng làm trà thuốc, thông thường cùng với quả của một số loài thuộc chi Rosa như tầm xuân (Rosa canina).
Vỏ cây của các loài Hibiscus chứa nhiều sợi rất dai. Chúng có thể thu được bằng cách ngâm vỏ đã lột khỏi thân cây trong nước biển một thời gian sao cho các chất hữu cơ dễ phân hủy bay hết. Tại Polynesia các sợi này (tiếng địa phương gọi là fau, pūrau) được dùng làm váy. Thành phố Phù Dung là tên gọi khác của Thành Đô ở Trung Quốc. Một số loài và giống Hibiscus như 'Texas Star' có bề ngoài tương tự như cây cần sa khi nhìn thoáng qua. Điều này khiến cảnh sát hay kiểm tra nhầm.

## Hình ảnh

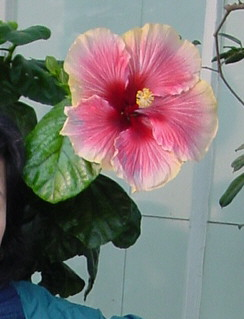
Hibiscus
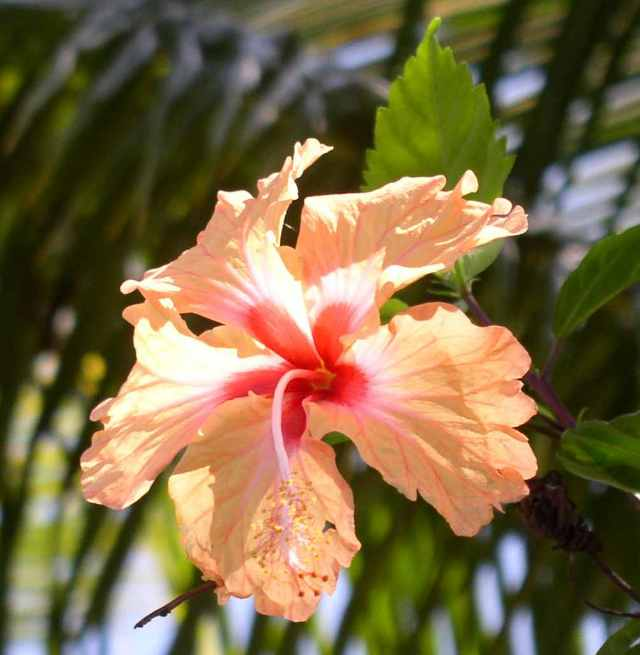
Hoa Hibiscus
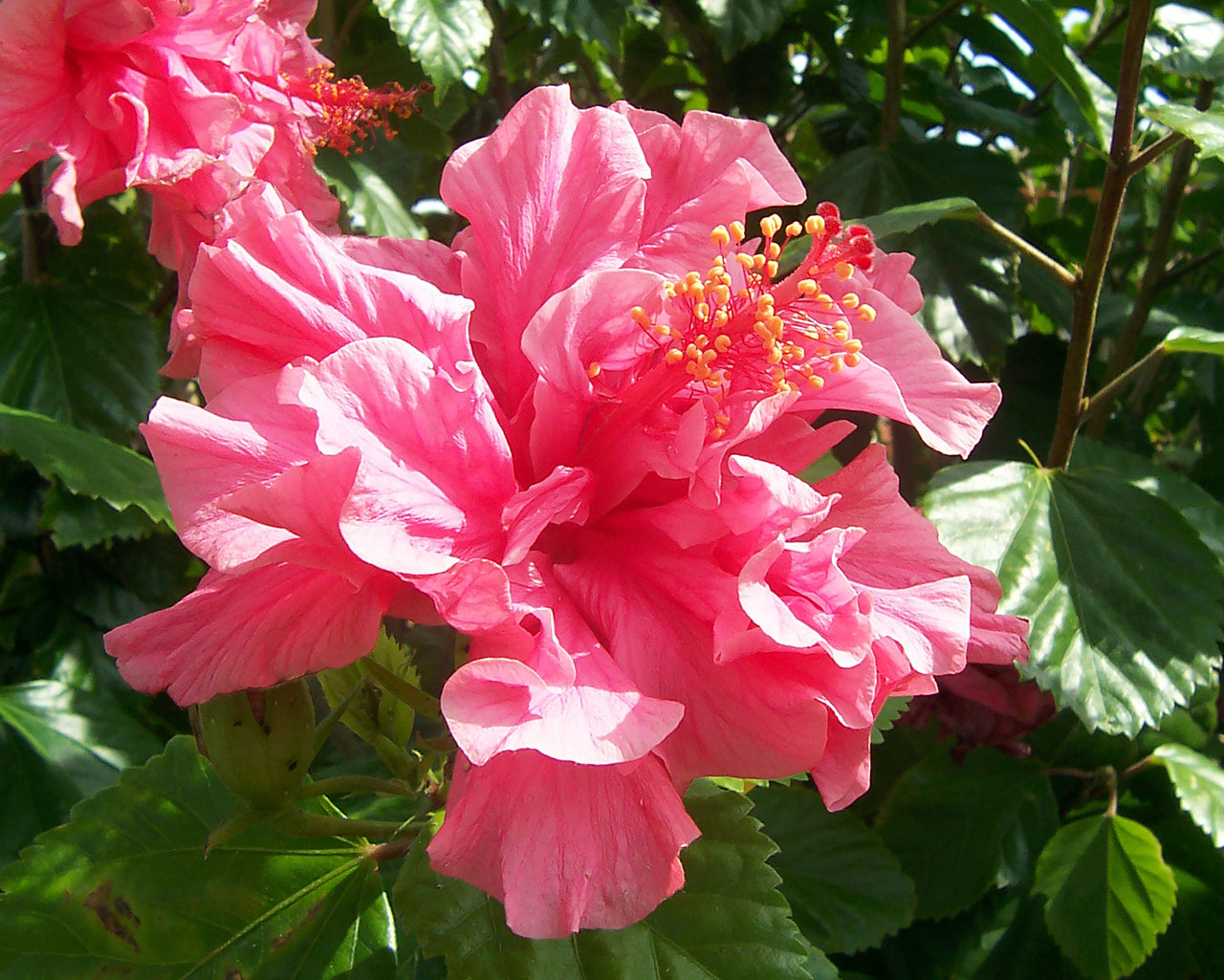
Hoa kép
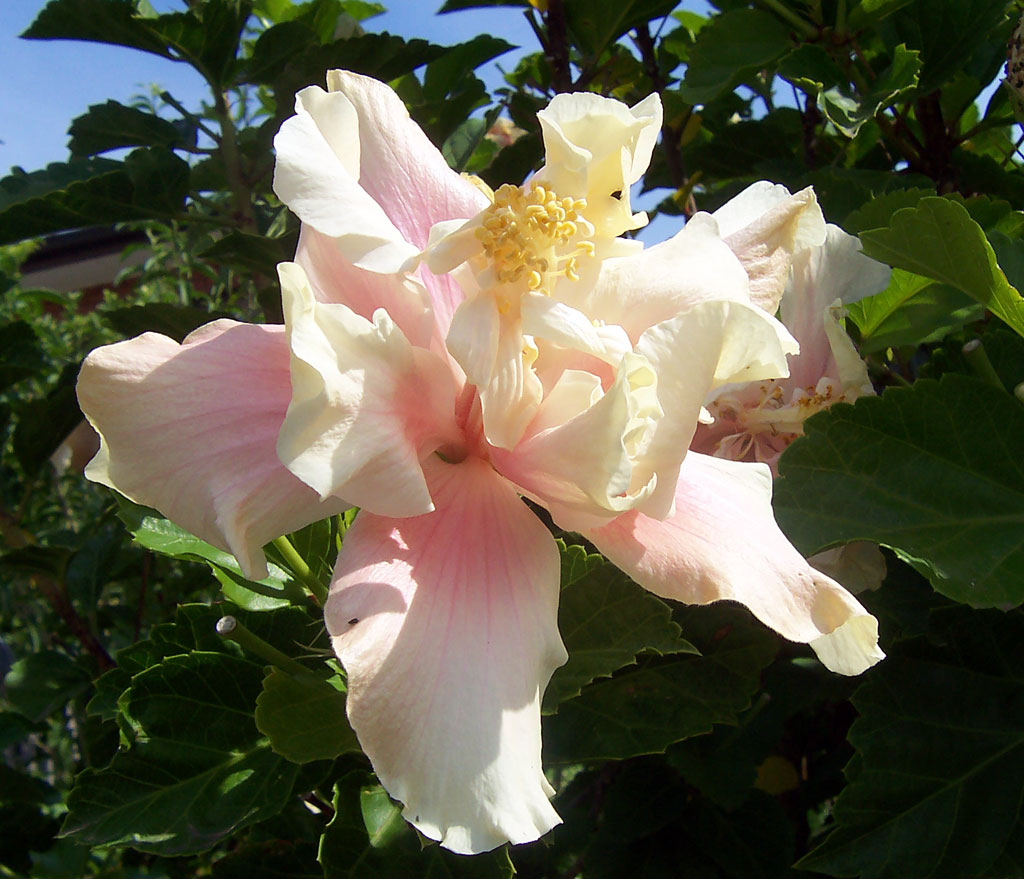
Hoa kép
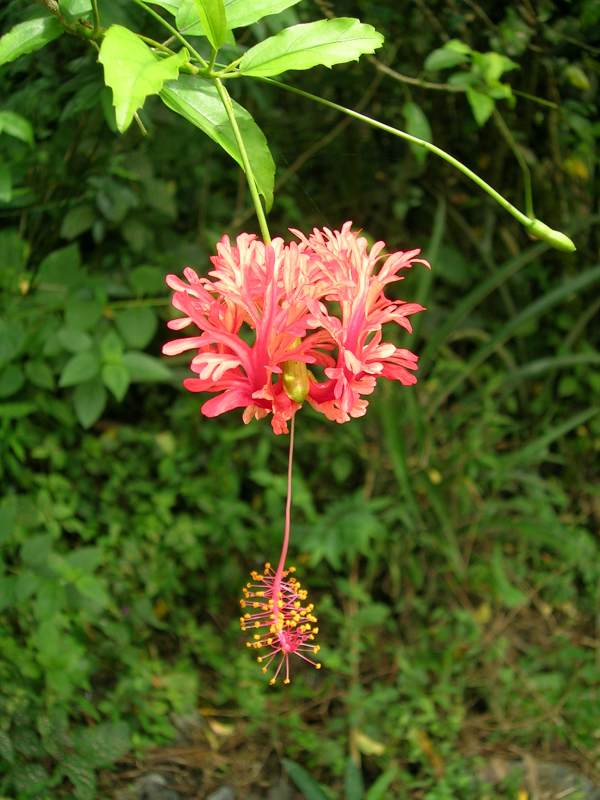
Các cánh chẻ nhỏ của hoa Hibiscus
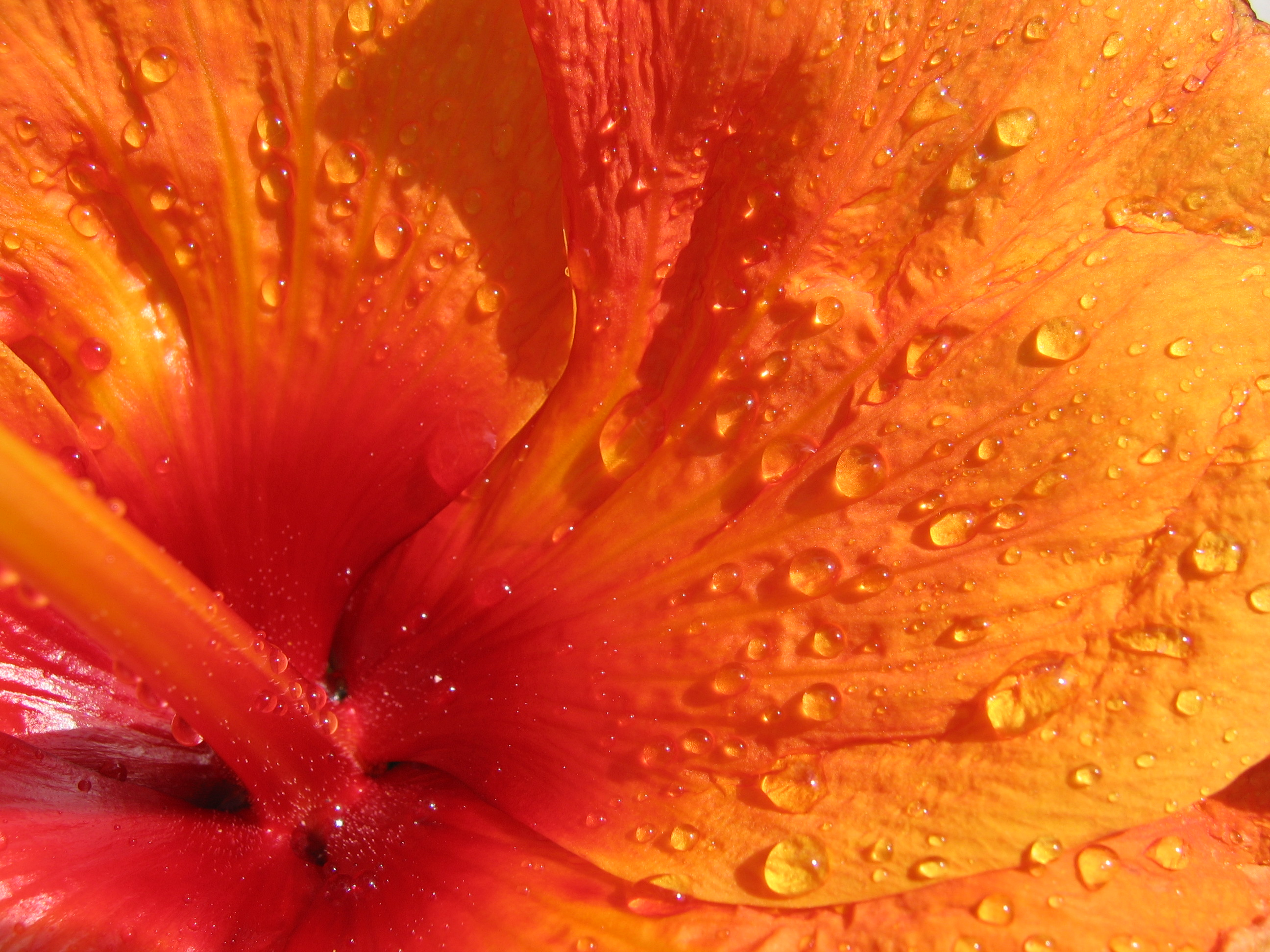
Cánh hoa chụp gần
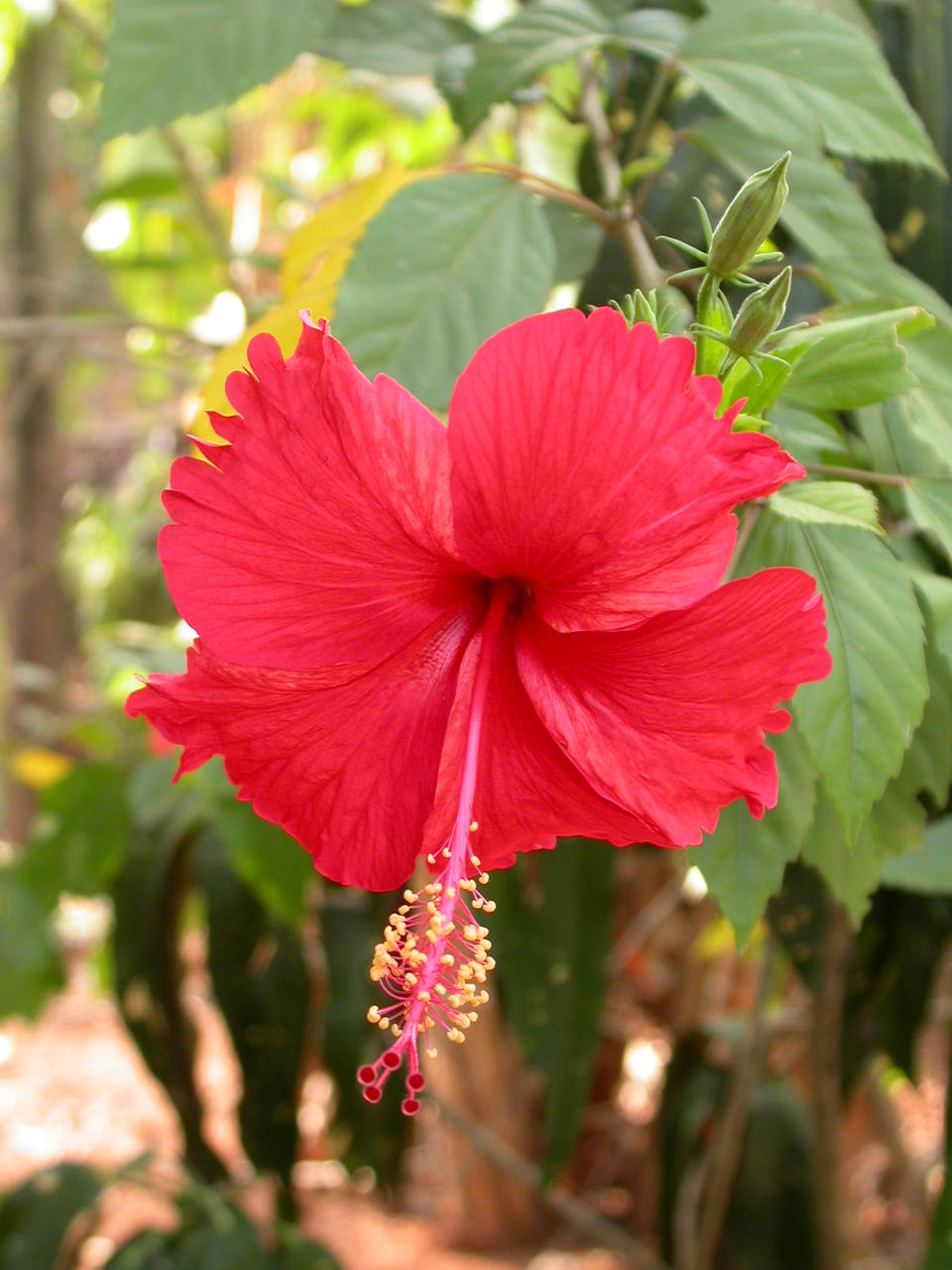
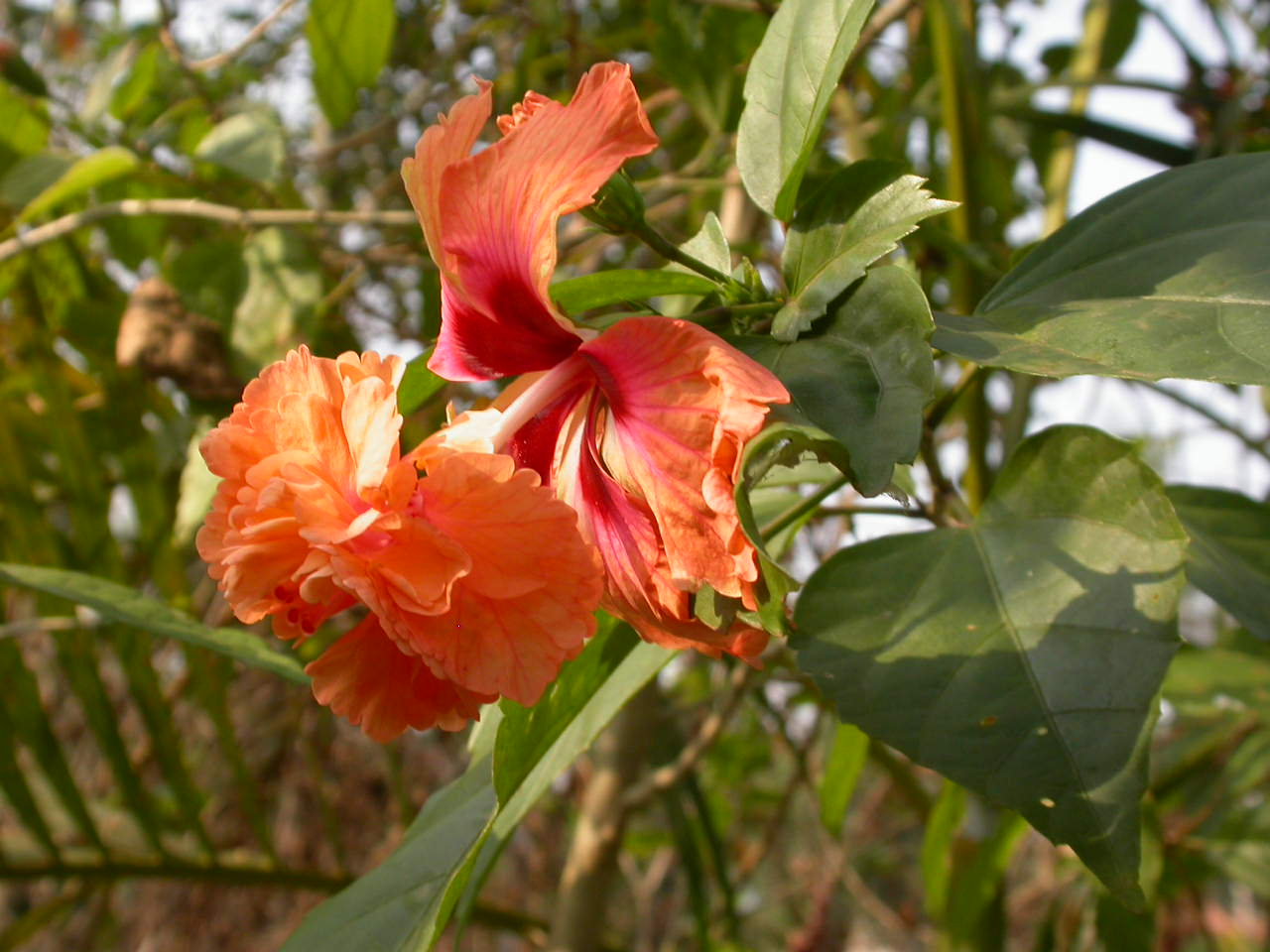
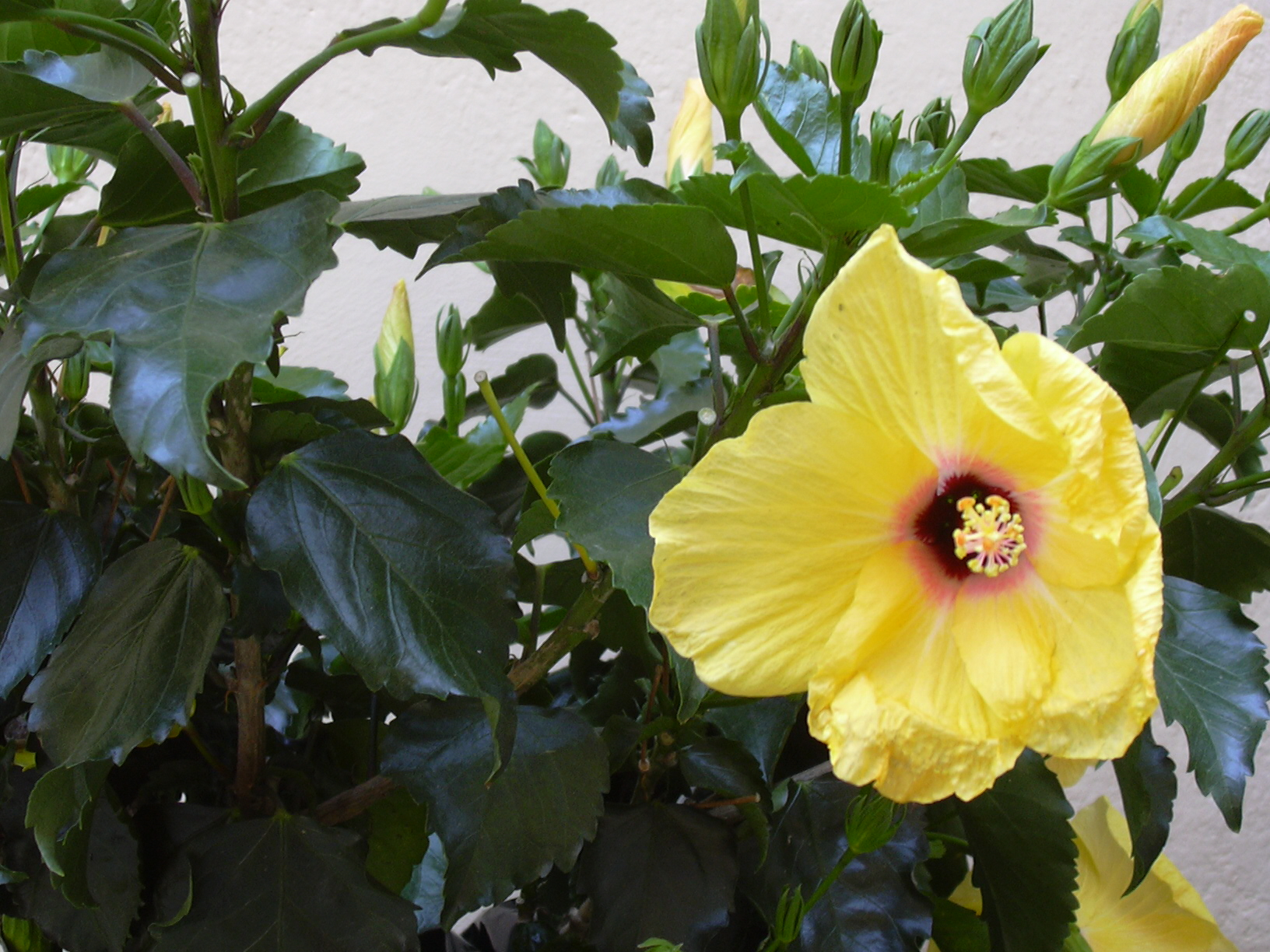
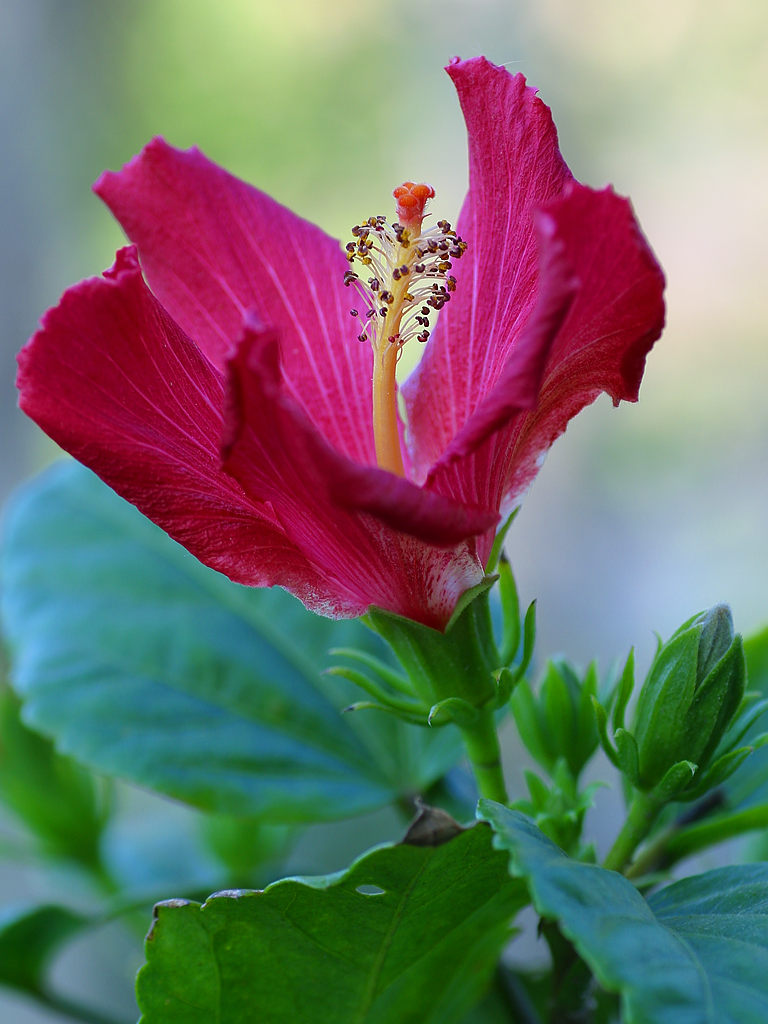
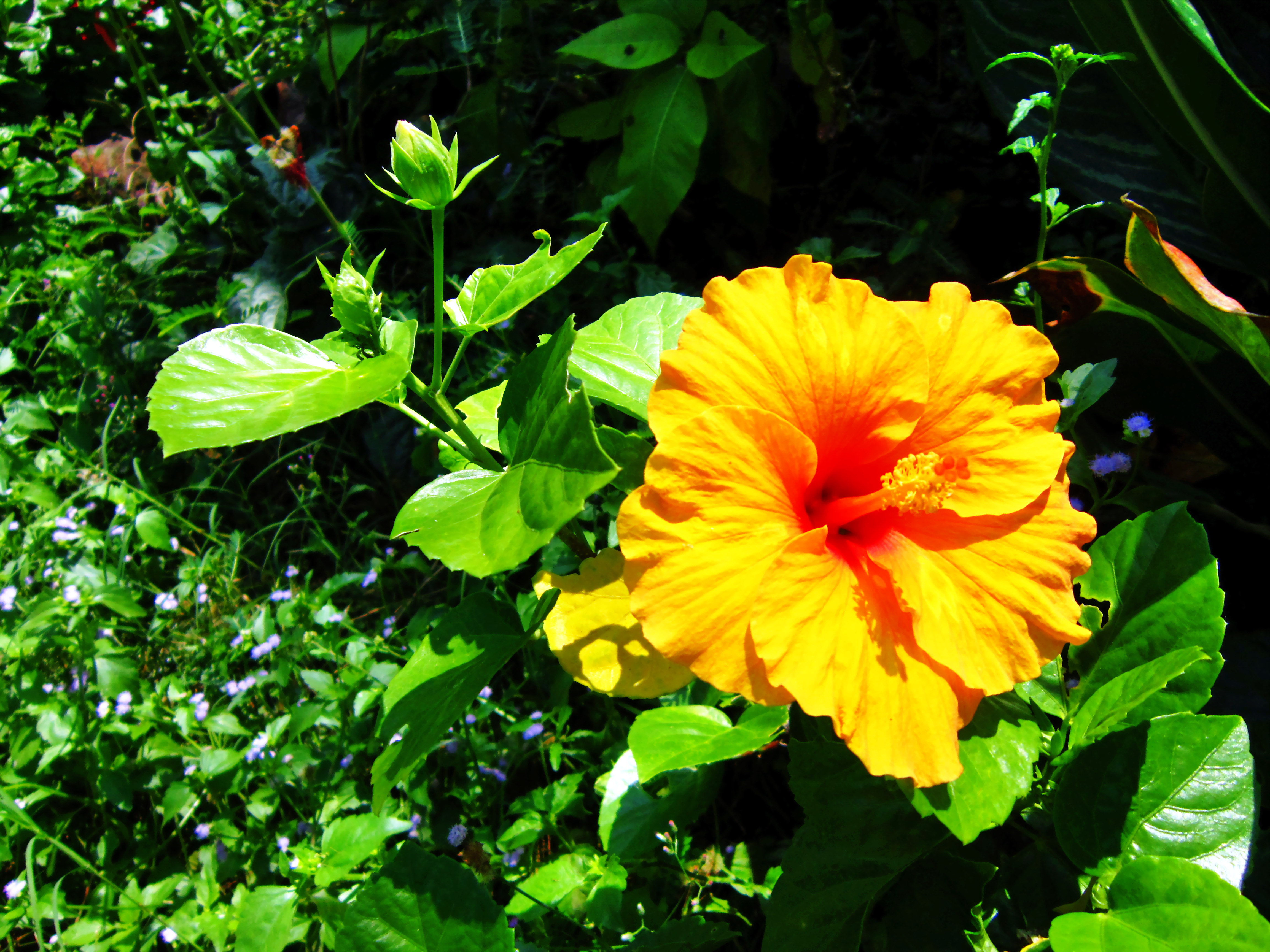
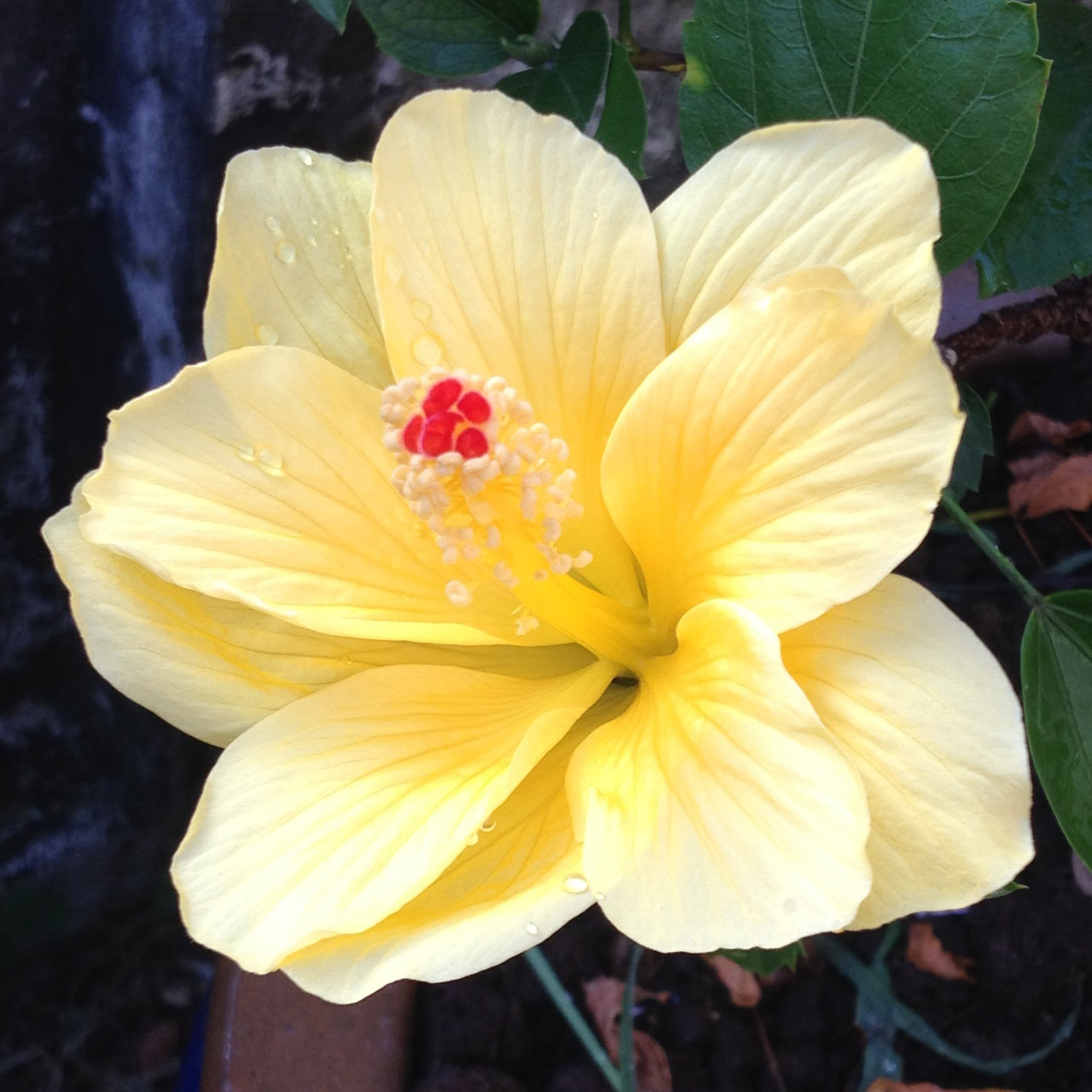
Hibiscus trionum